# سويس إنفو
سويس إنفو العالمية هي إحدى الوحدات التابعة لهيئة الإذاعة والتلفزيون السويسرية بدأت بث برامجها لأول مرة عام 1935 من بيرن
سويس إنفو swissinfo شبكة إخبارية إلكترونية متعددة الوسائط، تتميّز بالحياد والموضوعية في نقل الأخبار أولا بأول، ناهيك عن كونها تقدم معلومات وتحاليل حول الأحداث في سويسرا وفي العالم ومضمونها التحريري متاح بتسع لغات مختلفة وهي العربية والإنجليزية والفرنسية والإيطالية والإسبانية والألمانية والبرتغالية والصينية واليابانية، في شكل نصوص وصور ، وفيديو ومواد صوتية. ولا تقتصر مهمتها على إعلام السويسريين المقيمين في الخارج ، بل تعمل على تعزيز إشعاع سويسرا في العالم أيضاً. وتمنح بوابتنا www.swissinfo.ch ،الأولوية في خطها التحريري للأخبار السياسية والاقتصادية والثقافية والعلمية

## خدمات متعددة
تستغل سويس إنفو اليوم قنوات ومواد مختلفة من أجل القيام بمهمة الإعلام الدولي الموكولة إليها على أحسن وجه، وتستعين في ذلك بوسائل متعددة الوسائط (الملتيميديا) وهي تمثل العنصر الأهم في إستراتيجية سويس إنفو.
كما تمثل الملفات الخاصة إضافة نوعية لمحتوى موقع سويس انفو، هذه الملفات المتعددة الوسائط تهتم بقضايا الساعة، وهي موثقة بشكل خاص، كما تعالج موادها بشكل يتناسب مع متطلبات جمهور دولي.
كما يمكن شحن أو الاطلاع على المعلومات المقدمة من طرف سويس انفو على الهاتف الجوال، أو عبر رابط RSS feeds، وهذه الخدمة تمكن المستخدمين وزوار الموقع من استقبال أحدث المواد الإخبارية من موقعنا على سطح حواسبهم . وبالإمكان إرسال هذه الأخبار إلى مواقع إخبارية أخرى.
أضف إلى ذلك، يقترح موقع سويس إنفو على زواره روابط حوالي عشرة آلاف موقع سويسري أو له علاقة بسويسرا، وهي كلها مواقع غير تجارية تم تبويبها بحسب المواضيع، وبحسب مجالات الاهتمام.
سويس إنفو تابعة لهيئة الإذاعة والتلفزيون السويسرية
سويس إنفو هي إحدى الوحدات التابعة لهيئة الإذاعة والتلفزيون السويسرية SRG SSR idée Suisse تقدم خدمات لجمهور دولي ، ويصل عدد موظفيها إلى حدود 150 موظفا. وطبقا لتكليف هيئة الإذاعة والتلفزيون السويسري، تعمل سويس إنفو على تعزيز علاقة السويسريين بالخارج بموطنهم الأصلي، ودعم الحضور السويسري بالخارج، وشرح مواقف سويسرا على الساحة الدولية.
وطبقا للتكليف نفسه، أعربت الحكومة السويسرية في شهر يوليو 2007 ، عن طموحها بان تلتزم سويس إنفو في الفترة المتراوحة بين 2007، و2011، بتقديم تغطية إعلامية متعددة الوسائط واللغات، وأن تكون خدماتها الإخبارية عالية الجودة.
تجربة تمتد لسبعين سنة
تمتلك سويس إنفو اليوم تجربة إعلامية تمتد لأزيد من 70 سنة، منذ أن انطلق العمل بإذاعة «صوت سويسرا العالمية». ومع الوقت أصبحت هذه المحطة الإذاعية تحظى باحترام كبير وبجمهور واسع عبر القارات الخمس. ومع صعود وسائل الاتصال الحديثة، خاصة الإنترنت، كان الانتقال إلى العمل كموقع إلكتروني، أمرا لا مفر منه. واستمرت المرحلة الانتقالية من سنة 1999 إلى سنة 2004، حيث شهدت هذه السنة آخر برنامج بثته إذاعة سويسرا العالمية على الهواء.